# Esprit Madeleine Poquelin
Pour les articles homonymes, voir Poquelin.
Esprit-Madeleine Poquelin ou Pocquelin, baptisée le 4 août 1665 en l'église Saint-Eustache de Paris et morte le 23 mai 1723 à Argenteuil, est la fille de Jean-Baptiste Poquelin, dit Molière et d'Armande Béjart. Restée à l’écart de la vie publique et du monde du théâtre professionnel, elle fut, avec Michel Baron et Jean Racine, une informatrice avérée de Jean-Léonor Le Gallois de Grimarest, auteur en 1705 de la première biographie de Molière.

## Biographie

### Naissance et enfance

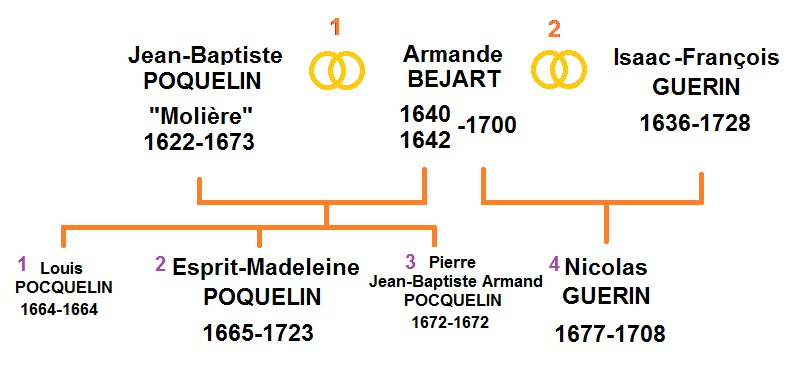
Arbre généalogique simplifié d'Esprit Madeleine

Esprit-Madeleine est la seule des quatre enfants de Molière et Armande Béjart à avoir atteint l'âge adulte. Née probablement dans les premiers jours d’août 1665, elle a été conçue à la fin d’octobre ou au début de novembre 1664, vers le même temps où mourait son frère Louis, filleul de Louis XIV et d'Henriette d’Angleterre. Son acte de baptême, dont l'original, détruit dans l'incendie de l'Hôtel-de-Ville en 1871, avait été publié en 1821, est ainsi libellé :      
« Du mardi 4 aoust 1665 fut baptisée Esprit-Magdeleyne, fille de Jean-Baptiste Pauquelin Maulier, bourgeois, et Armande-Gresinde sa femme, demeurant rue Saint-Honoré. Le parrain : messire Esprit de Remon, marquis de Modene, la marraine : Magdeleyne Bezart, fille de Joseph Besart, vivant procureur.»
L'habitude étant alors (elle l'était encore jusqu'au milieu du XXe siècle) de donner aux enfants leurs grands-parents pour parrain et marraine, certains moliéristes ont vu, dans le choix d'Esprit de Rémond et Madeleine Béjart, un indice fort qu'Armande était la fille de Madeleine et non sa sœur, comme l'indique son contrat de mariage et les documents qui s'ensuivent. On sait en effet — Grimarest l'a publié en 1705 dans sa Vie de M. de Molière — que Madeleine avait eu de Modène une enfant, dont l'acte de baptême, publié en 1821 par le commissaire Louis-François Beffara, fait connaître que le 11 juillet 1638 elle avait été tenue sur les fonts de la même église Saint-Eustache et prénommée Françoise,.       
Des premières années d'Esprit-Madeleine, on sait peu de chose. La seule allusion que l'on ait à une scène de son enfance est le petit costume de couleur rose au corps de taffetas vert garni de dentelle fausse qu'elle portait pour la représentation de Psyché en 1671.      
Sa marraine Madeleine Béjart meurt le 17 février 1672. Le 9 janvier précédent, elle avait dicté son testament, par lequel elle chargeait son ami le peintre Pierre Mignard de réunir tout l'argent qui lui appartiendrait au jour de sa mort et de l'employer en acquisitions d'héritages (rentes ou terres), dont les reçus seront perçus par Armande, et après le décès de celle-ci, par Esprit-Madeleine « pour en jouir en usufruit pendant sa vie », à compter du jour du décès de sa mère.      
Quand Molière meurt à son tour, un an plus tard exactement, sa fille est âgée de sept ans et demi seulement. Le 4 mars, Armande est nommée tutrice de l'enfant, et André Boudet, son oncle paternel, subrogé-tuteur.      
Elle a onze ans, en mai 1677, lorsque sa mère se remarie avec le comédien Isaac-François Guérin d'Estriché, qui est entré dans la troupe de l'Hôtel de Guénégaud après la mort de Molière et n'a probablement pas connu celui-ci. De cette union naîtra l'année suivante un fils, prénommé Nicolas-Armand-Martial. La tutelle d'Esprit-Madeleine est désormais partagée entre les deux époux, qui par leur contrat de mariage se sont engagés à la « nourrir, entretenir et faire instruire selon sa condition jusqu'à l'âge de vingt ans ».

### Jeunesse
De sa jeunesse on ne sait guère plus que de son enfance. Armande continuant d'exercer son activité de comédienne et d'assurer, avec La Grange, la direction de la troupe, il n'est pas invraisemblable qu'elle ait placé sa fille, pendant quelques années au moins, dans une institution religieuse. Mais le seul « témoignage » que l'on en a est sujet à caution, il émane en effet de l'auteur anonyme de La Fameuse Comédienne, nouvelle diffamatoire parue en 1688 sous une adresse fictive et dont la dernière page donne à lire ces quelques phrases : 
« L'espoir de faire de son fils un homme de conséquence en lui donnant tout le bien qui appartenait à sa fille [Esprit-Madeleine], dont elle s'était rendue tutrice par son adresse, l'aurait consolée de toutes ses disgrâces, si le succès eût répondu à ses intentions, mais sa fille ne s'est pas trouvée dans ces dispositions, et, malgré le dégoût que la Guérin a tâché de lui inspirer pour le monde, elle a voulu suivre son inclination, qui est entièrement opposée à la vie religieuse, et quoiqu'en beaucoup de rencontres [= occasions] elle ait eu lieu de remarquer la haine que sa mère avait pour elle, elle s'est plutôt résolue d'essuyer toutes ses mauvaises humeurs que de rester davantage dans un couvent.»
Ces « données » seront reprises, cent trente ans plus tard, par un nouvel auteur anonyme, qui ajoutera une touche souriante au portrait d'Esprit-Madeleine en adolescente mal aimée de sa mère :
« Madeleine Molière était au couvent lors du second mariage de sa mère. Madame Guérin avait espéré que sa fille se ferait religieuse, et même elle ne la voyait jamais que pour déterminer sa vocation. Mais elle souhaita revenir dans la maison paternelle, ce qui chagrina beaucoup sa mère. Cette jeune personne commençait à la vieillir et s'en apercevait quelquefois aux duretés qu'elle essuyait. Chapelle, qui visitait rarement une maison où Molière n'était plus, demandant un jour à Madeleine quel âge elle avait, elle lui répondit tout bas : "Quinze ans et demi, mais, ajouta-t-elle en souriant, n'en dites rien à ma mère." »
Un document daté du 15 octobre 1683 montre la jeune fille et son beau-père Guérin d'Estriché tenant ensemble un enfant sur les fonts baptismaux de l'église Saint-Martin à Meudon, où en 1676 Armande Béjart a acheté une maison.
C'est au cours de l'année 1688 qu'est mise en circulation La Fameuse Comédienne, la nouvelle diffamatoire citée plus haut. L'auteur y reprend en termes à peine voilés (« On l'a crue fille de Molière, quoiqu'il ait été depuis son mari, cependant on n'en sait pas bien la vérité ») l'accusation de naissance incestueuse que le sieur Henry Guichard, accusé d'avoir projeté d'empoisonner Lully, formulait douze ans plus tôt de manière très explicite pour disqualifier le témoignage d'Armande. On ignore si Esprit-Madeleine, qui a alors vingt-trois ans, a eu connaissance dès sa parution de cette brochure à scandale qui faisait d'elle la fille d'une « coquette », voire d'une prostituée, et de Molière tout à la fois son père et son grand-père. Mais à coup sûr elle l'aura lue, quand en 1705 Grimarest évoquera, pour en démentir les assertions, « un indigne et mauvais roman» sur l'autorité duquel Pierre Bayle fait faire, selon lui, à Molière et Armande des personnages « fort au-dessous de leurs sentiments et éloignés de la vérité ».
Le 30 juin 1691, dans un acte notarié, Esprit-Madeleine, à présent majeure, se dit « demeurant comme pensionnaire au couvent des dames religieuses de la Conception, rue Saint-Honoré ». Elle renonce ce jour-là à la continuation de la communauté de biens qui a été entre ses père et mère entre le 26 mars 1673 et le 30 juillet 1675, « comme lui étant plus onéreuse que profitable », accepte ladite communauté en l'état qu'elle était au 26 mars 1673, et réclame ses comptes de tutelle à sa mère. Il y a contestation, arbitrage, puis une transaction intervient le 26 septembre 1693. À cette date, « Esprit-Madeleine Poquelin de Molière » est domiciliée rue du Temple, paroisse Saint-Nicolas-des-Champs. 
Entrée en possession de biens suffisants pour mener une vie autonome et à l'abri du besoin, elle quittera, à une date inconnue, la rive droite pour le faubourg Saint-Germain, sur la rive gauche, et emménagera, rue du Petit-Lion, paroisse Saint-Sulpice, dans un confortable appartement que lui loue Nicolas Frontier, « maître sellier lormier carrossier à Paris et sellier ordinaire de Son Altesse sérénissime Monseigneur le Prince ».
Armande Béjart, qui s'était retirée du théâtre six ans plus tôt, meurt, le 30 novembre 1700, à son domicile de la rue de Touraine (au 4 de l'actuelle rue Dupuytren). L'enterrement a lieu le surlendemain au cimetière de l'église Saint-Sulpice, en présence de Nicolas Guérin, fils de la défunte, de son neveu le joaillier François Mignot et de son ami le comédien Jacques Raisin, mais en l'absence de sa fille. L'inventaire après décès sera clos le 21 janvier 1701, la succession sera partagée le 29 novembre 1703 entre Guérin d'Estriché, son fils et sa belle-fille, lesquels vendront deux ans plus tard au sieur de Launay, secrétaire du gouverneur de Meudon, la maison que la défunte avait achetée dans ce village en 1676 et où Esprit-Madeleine avait sans doute passé une partie de son adolescence.

### Mariage
Aucun document autre que ceux ayant trait à la succession de sa mère ne permet d'imaginer l'existence d'Esprit-Madeleine au cours de la décennie 1695-1705. À une époque et dans des circonstances difficiles à préciser, elle fait la connaissance d'un gentilhomme de modeste condition, Claude de Rachel de Montalant, de dix-neuf ans son aîné, qui depuis 1669 tient l'orgue de l'église Saint-André-des-Arts. Depuis 1685, il est veuf d'Anne-Marie Alliamet, la fille d'un procureur au parlement, qu'il a épousée sans doute tardivement et dont il a eu deux filles et deux garçons, baptisés à Saint-André-des-Arts de 1679 à 1684.  
C'est cette date de 1685 (ou 1686) que retiendra Jules-Antoine Taschereau, auteur d'une des premières biographies modernes de Molière, pour situer chronologiquement un épisode très romanesque, mais non moins sujet à caution, qu'il emprunte à l'Histoire du théâtre françois des frères Parfaict, lesquels écrivaient dès 1747 à propos d'Esprit-Madeleine :  
« [Elle] fut nommée Esprit-Marie-Madeleine Pocquelin Molière. Elle était grande, bien faite, peu jolie, mais elle réparait ce défaut par beaucoup d’esprit. Lasse d’attendre un parti du choix de sa mère, elle se laissa enlever par le sieur Claude Rachel, écuyer, sieur de Montalant. Mademoiselle Guérin [Armande] fit quelques poursuites, mais des amis communs accommodèrent l’affaire. M. & Mme de Montalant sont morts à Argenteuil, près de Paris, sans postérité.»
Quand il fait la connaissance de la fille de Molière, Claude de Rachel demeure rue Christine, à deux pas du célèbre café Laurent, qui fait l'angle avec l'élégante rue Dauphine. Rendez-vous d'hommes de lettres et d'artistes — on y côtoie Fontenelle, Charles Dufresny, Antoine Houdar de la Motte, Joseph Saurin, Nicolas Boindin, André Campra, Pascal Colasse, Jacques Autreau, Jean Bérain, et bien d'autres —, l'établissement sert de cadre à la comédie du Café de Jean-Baptiste Rousseau, créée à la Comédie française en 1694. L'un des habitués du lieu est le sieur de Grimarest, qui y vient en voisin (il demeure non loin de là, rue du Four) et en deviendra même un des piliers. 
Le 29 juillet 1705 — Esprit-Madeleine a juste quarante ans —, un contrat de mariage est signé entre le vieil organiste et « Marie Madeleine Esprit Poquelin de Molière […] fille de défunts Jean Baptiste Poquelin de Moliere, tapissier valet de chambre du roi, et de damoiselle Claire Armande Grésinde Elisabeth Béjart, son épouse au jour de son décès », en présence de leurs amis, à savoir, du côté du sieur de Montalant, de Gilles Le Masson, caissier général des États de Bretagne, de son ancien collègue François-Louis de Troheou-Musnier, « bourgeois de Paris »,, et de Claude Dupré, procureur au Châtelet, qui s'est occupé des affaires d'Esprit-Madeleine au début des années 1690, la demoiselle Poquelin a pour témoins et amis Marie Le Camus, marquise de Flamanville, Pierre d'Argouges, sieur de Saint-Malo, et sa femme, Louise Largillier [d'Argilliers]-Dalencey.  
Les inventaires des biens des deux futurs époux dressés à cette occasion font apparaître qu'elle est riche de 60 000 livres et qu'il ne possède qu'une rente viagère de 500 livres et 350 livres d'honoraires annuels pour ses fonctions d'organiste. […] 
Les fiançailles sont faites le mardi 4 août, et, le lendemain, jour du quarantième anniversaire du baptême d'Esprit-Madeleine, le mariage est célébré à l'église Saint-Sulpice, en l'absence de tout membre des familles Poquelin et Montalant, de tout comédien et tout écrivain, les seuls témoins étant François-Louis du Trohéou-Musnier, Gilles Le Masson, Pierre d'Argouges et Claude Dupré.   
Le couple n'aura pas d'enfants.

### Amie de Grimarest
Au début de cette même année 1705, a été publiée, sous le titre de La Vie de M. de Molière, la première véritable biographie du père de la nouvelle dame de Montalant. Le livre a fait l'objet, le 30 mars, d'un compte rendu très positif dans le Journal des sçavans, où l'auteur a des accointances, et la livraison d'août des Mémoires pour l'histoire des sciences et des beaux-arts, dits Mémoires ou Journal de Trévoux lui consacre une flatteuse recension de vingt-deux pages.  
Grimarest y rend à « Mademoiselle Pocquelin » un hommage moins convenu qu'il ne paraît, en écrivant qu'elle « fait connaître, par l'arrangement de sa conduite et l’agrément de sa conversation, qu’elle a moins hérité des biens de son père que de ses bonnes qualités ». En 1707, en effet, il en offrira un exemplaire à un jeune homme de sa connaissance, le futur magistrat Thomas-Simon Gueullette, lequel rédigera, trente-sept ans plus tard, sur les pages de garde du livre, une longue note consacrée aux circonstances dans lesquelles il a connu l'auteur : 
« Malgré ce que différents auteurs ont dit au sujet de Molière, je suis porté à croire que ce que M. de Grimarest en a écrit est le plus conforme à la vérité et renferme les traits de sa vie les plus intéressants ; la raison qui m'y détermine est qu'il était fort ami de la fille de Molière, que j'ai vue nombre de fois chez lui. Voici comment je fus lié avec M. de Grimarest et par quel moyen je fis la connaissance de Mlle Poquelin. [L'auteur raconte ensuite comment, alors qu'il pratiquait le théâtre en amateur, et obtenait un grand succès d'acteur chez des dames voisines des époux Grimarest, il a été invité à venir jouer chez ces derniers, rue du Four, dans une comédie de Regnard et dans une autre de la composition du maître de maison.]  J'acceptai les rôles, et comme tous ces messieurs et dames savaient déjà le leur, je fis un effort de mémoire et, avec sept ou huit répétitions, je fus en état de jouer les miens au bout de quinze jours. C'est dans ces répétitions que je fis connaissance avec Mlle Poquelin, fille de Molière et de la Béjart (sic), qui pouvait alors avoir 44 ans. Autant qu'il m'en souvient aujourd'hui, elle n'était pas jolie et avait de l'air de son père, à en juger par le portrait que M. Mignard en a fait. C'était elle qui avait fourni une partie des mémoires qui avaient servi à écrire la Vie de Molière, et je ne sais pas pourquoi M. de Grimarest ne l'a pas dit. Il fallait qu'il eût des raisons pour cela, mais, pour moi, je me veux bien du mal, à présent, de n'avoir pas, dans ce temps-là, mieux cultivé la bienveillance de Mlle Poquelin, qui me marquait beaucoup d'amitié. Mais j'étais alors jeune, dissipé, emporté par les plaisirs, et la disproportion d'âge entre elle et moi fit que je la négligeai et ne profitai pas autant que je l'aurais pu de sa politesse. Une autre raison qui fit que je la perdis de vue en m'éloignant peu à peu de la maison de M. de Grimarest, c'est que, malgré l'agrément que j'y trouvais, je me lassai de ne jouer que dans des pièces de sa façon, qui étaient bien mauvaises et qu'il soutenait admirables quoique la Comédie française les eût toutes constamment refusées. »

### De Paris à Argenteuil
Le 25 décembre 1705, Claude de Rachel, qui se dit « infirme », met fin à ses fonctions d'organiste de Saint-André-des-Arts, après trente-six ans exactement de « longs services », et présente au conseil de fabrique son remplaçant, un certain De La Croix. Pendant une quinzaine d'années, les époux Montalant continuent de résider à Paris, tout d'abord rue des Fossoyeurs (actuelle rue Servandoni), puis rue des Petits-Augustins.  
En 1713, Esprit-Madeleine achète à Argenteuil deux maisons mitoyennes avec jardin, situées au numéro 25 de l'actuelle rue de Calais. Le rez-de-chaussée compte sept pièces et l'étage deux chambres, à côté desquelles les nouveaux propriétaires feront édifier une chapelle. Il semble que cette maison leur ait d'abord tenu lieu de résidence de campagne, car on les trouve encore, en 1719, domiciliés rue des Petits-Augustins. 
Au cours de cette même année 1719, ou peu avant, un pèlerin anonyme se rend à Argenteuil pour voir la fameuse tunique du Christ conservée à l'église Saint-Denys. Dans la relation qu'il fera de ce voyage et qui sera imprimée à Paris sous le titre de Pèlerinage aux saintes reliques d'Argenteuil, il raconte comment, alors qu'il se promenait avec un ami au pied des vignes (on est à la saison des vendanges), il a vu soudain descendre du sentier…
« … un vieux monsieur qui levait haut la tête avec une dame encore jeune qui paraissait plus grande que lui. J’ai remarqué chez l’un comme chez l’autre un air de commandement. Mon ami me dit : " Ne prenez pas garde ! C’est la fille du fameux Molière. " On n'a pas besoin d'aller à la comédie pour connaître cet auteur célèbre, qui a été si coupable envers la religion. Quoique fière, elle nous a salués avec douceur et avec un signe de main. Elle avait des gants avec de grandes franges, ce qui prouvait qu’elle n’avait pas vendangé. On ne lui voyait rien sur elle qui ne fût de prix. Ses porteurs l’attendaient avec sa chaise à roues. Son époux lui dit un mot et continua sa promenade d’un autre côté, tandis qu'elle rentrait à Argenteuil. Pour lui il est bien cassé et il doit avoir en idée le tribut qu'un chacun rend à la mort et à Notre-Seigneur. J’ai appris avec un vrai contentement qu’on les voyait souvent tous les deux dans les églises ; on aime mieux savoir cette dame à l’église qu’au théâtre comme son père. Mon ami faisait cette réflexion que presque toujours il y a dans les familles des manières de vivre toutes contraires ; c'est bien heureux de penser qu'une telle dame ne soit pas perdue avec les comédiens. On dit pourtant qu’elle a commencé par jouer la comédie, mais sans doute pour obéir à ses père et mère. […] Nous ouîmes la messe paroissiale, qui me parut trop courte, quoique nous eûmes la procession, l'eau bénite et le prône. Dans la procession, je reconnus, portant un cierge, ce Monsieur Montalant suivi d’une manière de laquais. Il avait au doigt un diamant de cinquante louis. On nous dit que dans sa jeunesse il n'allait pas à la procession. L'essentiel est de bien finir. J’ai reconnu aussi son épouse, qui semblait pénétrée de la sainteté de l'office divin. Elle avait toujours un air d'une femme de qualité fort relevée. Il faudrait d’ailleurs n’avoir pas de sentiment pour ne pas être touché de la grâce devant les saintes reliques d’Argenteuil. On m’a pourtant dit que ce pays était plein d’aveugles. Mon ami m'avait donné la veille un volume de Molière. Je n'y ai pas vu tant de mal que j'y croyais trouver ; au contraire, il y a des sentences qui ne seraient pas déplacées dans de meilleurs livres. »
Le dimanche 23 mai 1723, Esprit-Madeleine, âgée de cinquante-sept ans, meurt dans sa maison d'Argenteuil. Son acte de décès inscrit sur les registres paroissiaux de l'église Saint-Denys d'Argenteuil est ainsi rédigé : 
« Le lundy 24 may 1723 Esprit madeleine pocquelin de molière, agée de cinquante septs ans et demy, épouse de Mre Claude Rachel, Ecuier, Sieur de montalant, décédée le jour précédent en sa maison d'Argenteuil rue des calais a esté inhumée dans l'Eglise dudit lieu en présence de André Potheron, maçon de la maison soussigné. »
Veuf pour la seconde fois, Claude de Rachel mourra quinze ans plus tard, le 4 juin 1738, dans la même maison.

### Postérité
La vie et la personnalité d'Esprit-Madeleine Poquelin ont inspiré en 1975 à l'écrivain italien Giovanni Macchia un texte intitulé « Un personnage non réalisé. Conversation imaginaire avec la fille de Molière », dans lequel il s'interroge, sous la forme d'une interview fictive, sur les raisons pour lesquelles la jeune femme, ayant appris « des choses infamantes, vraies ou fausses, sur son père et sa mère », aurait choisi de garder le silence et se serait « accommodée du rythme tranquille et bourgeois d'une existence quelconque ». 
Ce texte a fait l'objet, depuis sa parution en français, de plusieurs mises en scène théâtrales : l'une de Jacques Nichet, en 1987, avec Dominique Valadié dans le rôle d'Esprit-Madeleine, l'autre de Marc Paquien, en 2015, avec Ariane Ascaride ; en 1999, puis en 2023, Arthur Nauzyciel combine le texte de Macchia à celui de Molière dans sa mise en scène du Malade imaginaire. En 2022, il est joué par Danièle Lebrun au Studio-théâtre de la Comédie Française dans une mise en scène d'Anne Kessler.